# Kim Swoo-geun
Kim Swoo Geun (20 de febrero de 1931 - 14 de junio de 1986) fue un destacado arquitecto, educador, editor y mecenas de artistas surcoreano.  Junto con el arquitecto Kim Joong Up (김중업), es reconocido como un colaborador significativo en la historia de la arquitectura coreana. Con su apoyo a los diversos géneros artísticos de la cultura coreana, TIME lo llamó como Lorenzo de Medici de Seúl por TIME en 1977.

## Biografía
Kim Swoo Geun fue el primer hijo de Kim Yong-hwan (김용환) y Kim Usudal (김우수 달) en Sinap-dong (신,), Chongjin, provincia de Hamgyong del Norte. Mientras Kim cursaba el segundo año en la escuela pública pública Kyunggi (경기 공립), comenzó a interesarse por la arquitectura, presentada por su tutor de inglés y un soldado estadounidense.
Después de su graduación de la escuela en 1950 y Kim ingresó a la Universidad Nacional de Seúl, especializándose en arquitectura. En 1952, durante la guerra de Corea, se retiró de la escuela y se fue al extranjero a Japón donde estudió arquitectura moderna en la Universidad Nacional de Bellas Artes y Música de Tokio. Durante su estudio en esta escuela, hizo una pasantía en el estudio de arquitectura de Hirada Matsuda (松 田平田). En 1960 recibió una maestría en arquitectura de la Universidad de Tokio donde también terminó su curso de doctorado.
En 1959, ganó el concurso para el edificio de la Asamblea Nacional de Corea del Sur, pero su propuesta no se realizó debido a la situación política en ese momento. En 1960, regresó a su país con su esposa japonesa Michiko Yajima (矢 島 道 子). Eventualmente él engendraría tres hijos con ella. En 1961 fundó su estudio de arquitectura, "Kim Swoo Geun Planning and Design" (김수근 건축,), el predecesor del actual grupo SPACE. Al mismo tiempo, también comenzó a enseñar en el departamento de arquitectura de la Universidad Hongik.
Kim diseñó más de 200 proyectos dentro y fuera de Corea del Sur durante su vida. Sus trabajos representativos incluyen "SPACE Group building" (공간 사옥, 1978), "Masan Yangdeok Catholic Church" (마산 양덕 성당 1979), Museo Nacional de Jinju (진주 물관 박물관 1986) y Estadio Olímpico de Seúl (올림픽 경기장 1987) ), que presentan su punto de vista característico de la arquitectura, así como elementos tradicionales coreanos.
Kim comenzó a publicar el ESPACIO mensual (월간 공간) en 1966, el primer diario de arte general de Corea del Sur que contribuye a registrar y distribuir la cultura coreana. Kim también estableció SPACE Love (SP 사랑) en 1978, un pequeño teatro dentro del edificio del grupo Space y construyó la Galería SPACE en 1972, todos los cuales han desempeñado un papel importante en numerosas campañas culturales de Corea del Sur. Con sus contribuciones cruzando en muchos géneros diversos, Kim es considerado un activista cultural seminal, tratando de integrar la arquitectura y otros géneros de la expresión artística.
Después de que Kim Swoo Geun muriera en 1986, víctima de cáncer de hígado a la edad de 55 años, se estableció en su memoria la Fundación Kim Swoo Geun (김수근 문화 was).

## Trabajos selectivos
- 1963 Freedom Center (자유 센터) en Jangchung-dong, Jung-gu, Seúl
- 1967 Museo Nacional de Buyeo en Buyeo, provincia de Chungcheong del Sur
- 1969 Tower Hotel (타워 호텔) en Jangchung-dong, Jung-gu, Seúl
- 1970 Korea Exhibition Pavilion en la Expo '70 (오사카 엑스포 한국관) en Osaka, Japón
- 1971 SPACE Group Building (공간 사옥) en Wonseo-dong, Jongno-gu, Seúl
- 1977 Estadio Olímpico de Seúl, en Jamsil, Songpa-gu, Seúl
- Museo Nacional de Cheongju 1979, en Cheongju, provincia de Chungcheong del Norte
- 1979 Munye Center y Fine Arts Center (종합 문예 currently, actualmente Arko Arts Museum) en Marronnier Park, Jongno-gu
- 1979 Iglesia Católica Yangdeok (마산 양덕 성당) en Masan, provincia de Gyeongsang del Sur
- 1980 Kyungdong Presbyterian Church (경동 교회) en Jangchung-dong, Jung-gu, Seúl
- 1983 Embajada de los Estados Unidos en Seúl en Sejongno en Jongno-gu, Seúl
- 1984 Museo Nacional de la Ciencia (Corea del Sur), Corea del Sur en Yuseong-gu, Daejeon
- 1985 Bulgwang-dong Catholic Church (불광동 성당) en Bulgwang-dong, Eunpyeong-gu, Seúl